# Symfibrat
Symfibrat (łac. Simfibratum) – organiczny związek chemiczny stosowany jako lek z grupy fibratów.
Używany jest, podobnie jak inne leki z grupy fibratów, do obniżania poziomu cholesterolu we krwi. W przypadku jednoczesnego stosowania z lekiem z grupy statyn zwiększa ryzyko miopatii.